# Esneda Ruiz Cataño
Esneda Ruiz Cataño (Dabeiba, Antioquia, 1968) es una asesina en serie colombiana. Conocida por los alias de Viuda negra y La depredadora. Cobraba millonarias sumas de dinero, producto del seguro de vida de sus maridos.
Responsable de la muerte de sus 3 exmaridos: Juan Pablo Aristizábal, José Valencia Guzmán y Miguel Ángel Beleño entre 2001 y 2010. Todas las víctimas fueron asesinadas en horas de la noche después de ingerir bebidas alcohólicas y presentaban heridas en el cuello. Según las autoridades, estas personas fueron atacadas por medio de armas blancas.
Según las autoridades, Ruiz Cataño pudo haber cobrado cerca de $ 82 725 dólares sumando todos los seguros, equivalentes en ese entonces a 150 000 000 de pesos aproximadamente. Fue detenida en el municipio de Ebéjico y cumple su condena en una prisión para mujeres.

## Sucesos
Ruiz Cataño nació en Dabeiba, municipio del departamento de Antioquia. Según las investigaciones de las autoridades colombianas, los asesinatos ocurrieron entre 2001 y 2010, todos ejecutados en contra de sus maridos, después de que estos adquirieron seguros de vida que posteriormente fueron cobrados.
La primera víctima fue identificada como Juan Pablo Aristizábal Gutiérrez, quien fue asesinado el 16 de junio de 2001 en una vereda llamada El Tablazo, en el municipio de Rionegro, fecha en la que se celebra el Día del Padre. A Ruiz Cataño se le abrió una investigación por el hecho, pero fue archivada y quedó en libertad, por lo que regresó nuevamente a Medellín a cobrar por el seguro. La segunda persona asesinada fue José Valencia Guzmán, hecho que ocurrió en 2006 en la comuna de Aranjuez (Medellín), en el día de Día de San Valentín. Los sucesos ocurrieron a la salida de un billar, después de que Ruiz Cataño apuñalara en el cuello a su marido, ante esto, las autoridades realizaron las investigaciones pero finalmente no hubo captura. La tercera y última víctima fue Miguel Ángel Beleño Mejía, quien murió en 2010 de una puñalada en la parte del cuello y quien había adquirido un seguro de vida de 80 millones de pesos.

## Captura y condena
A Esneda le fue emitida una orden de captura por la autoría de los tres crímenes. Las autoridades la buscaron por 2 años y fue detenida en el municipio de Ebéjico, lugar donde residía. Fue imputada por el delito de homicidio agravado.
Se encuentra recluida en la cárcel El Pedregal de Medellín. Cumple dos condenas: una de 16 años por la muerte de José Johany Valencia Guzmán y la otra de 9 años por Miguel Ángel Veleño Mejía.